# Université d'État des transports de Rostov
L'université d'État des transports de Rostov (en russe : Ростовский государственный университет путей сообщения), en abrégé RSTU (en russe : РГУПС) et anciennement connue sous le nom d'Institut des ingénieurs des transports ferroviaires de Rostov (1934-1993), est une université de Rostov-sur-le-Don en Russie. L'université est subordonnée au ministère des Transports de la fédération de Russie représenté par l'Agence fédérale des transports ferroviaires et sa Direction de Sud.

## Historique
L'université d'État des transports de Rostov a été fondée le 30 mai 1929 par décision du Conseil du Commissariat du peuple aux voies de communication de l'Union soviétique. Initialement, il s'appelait « Institut mécanique des transports » (en russe : Механический институт транспорта), et le 12 juillet 1929, l'institut fut rebaptisé Institut des ingénieurs ferroviaires de Rostov (en russe : Ростовский институт инженеров путей сообщения).
Le 1er octobre 1929, 292 étudiants commencèrent leurs cours dans trois facultés : Chemin de fer, Transport fluvial et Génie routier. L'Institut des ingénieurs ferroviaires de Rostov est devenu un avant-poste du sud pour la formation du personnel des transports en Russie, en Arménie, en Azerbaïdjan et en Géorgie.
Le 29 décembre 1934, l'institut fut transformé en établissement d'enseignement supérieur ferroviaire appelé Institut des ingénieurs des transports ferroviaires de Rostov (en russe : Ростовский институт инженеров железнодорожного транспорта). Deux nouvelles facultés ont été créées : « Locomotive » et « Wagon ». Une base de formation, de laboratoire et de production a été créée.
Pendant la Seconde Guerre mondiale, de nombreux membres du personnel et des étudiants de l'institut sont allés au front pour défendre leur patrie et le monde contre l'attaque de l'Allemagne nazie. En 1942, l'institut est évacué vers Tbilissi, où il poursuit la formation de spécialistes du transport ferroviaire et mène des recherches scientifiques. En août 1944, l'Institut retourne à Rostov-sur-le-Don. Pendant la Seconde Guerre mondiale, la base matérielle et technique de l'institut fut presque entièrement détruite. Lors de la restauration de l'institut, de nouvelles facultés, départements, laboratoires, bureaux, locaux d'enseignement et de production sont apparus.
Après la fin de la Seconde Guerre mondiale, l’Union soviétique a commencé à remplacer la traction des locomotives à vapeur par des locomotives diesel et électriques. L'institut a été l'un des premiers à commencer à former des ingénieurs de locomotives diesel.
En 1993, l'institut a été rebaptisé université d'État des transports de Rostov (RSTU). Depuis 2007, l'université comprend : l'École technique des transports ferroviaires de Rostov (ru), l'École technique des transports ferroviaires de Volgograd, l'École technique des transports ferroviaires de Vladikavkaz, l'École technique des transports ferroviaires Liskinsky du nom d'I.V. École technique des transports ferroviaires Kovalev et Tikhoretsky. Depuis 2017, l'université comprend l'École technique des transports ferroviaires de Voronej (ru).
En 2019, le RSTU a célébré son 90e anniversaire. Au fil des années de son existence, l’université a formé plus de 200 000 spécialistes des transports et d’autres secteurs de l’économie du pays.
Aujourd'hui, le RSTU est un grand complexe éducatif de transport en développement dynamique. L'université occupe une place élevée dans le classement des universités de transport en Russie. Le RSTU participe activement à la vie sociale, scientifique et culturelle de la région de Rostov.

## Facultés[4]
- Faculté des machines de construction routière
- Faculté de génie civil
- Faculté de gestion des transports
- Faculté d'électromécanique
- Faculté de génie énergétique
- Faculté des technologies de l'information de gestion
- Faculté des sciences humaines
- Faculté d'économie, de gestion et de droit

## Infrastructure
L'université dispose de :

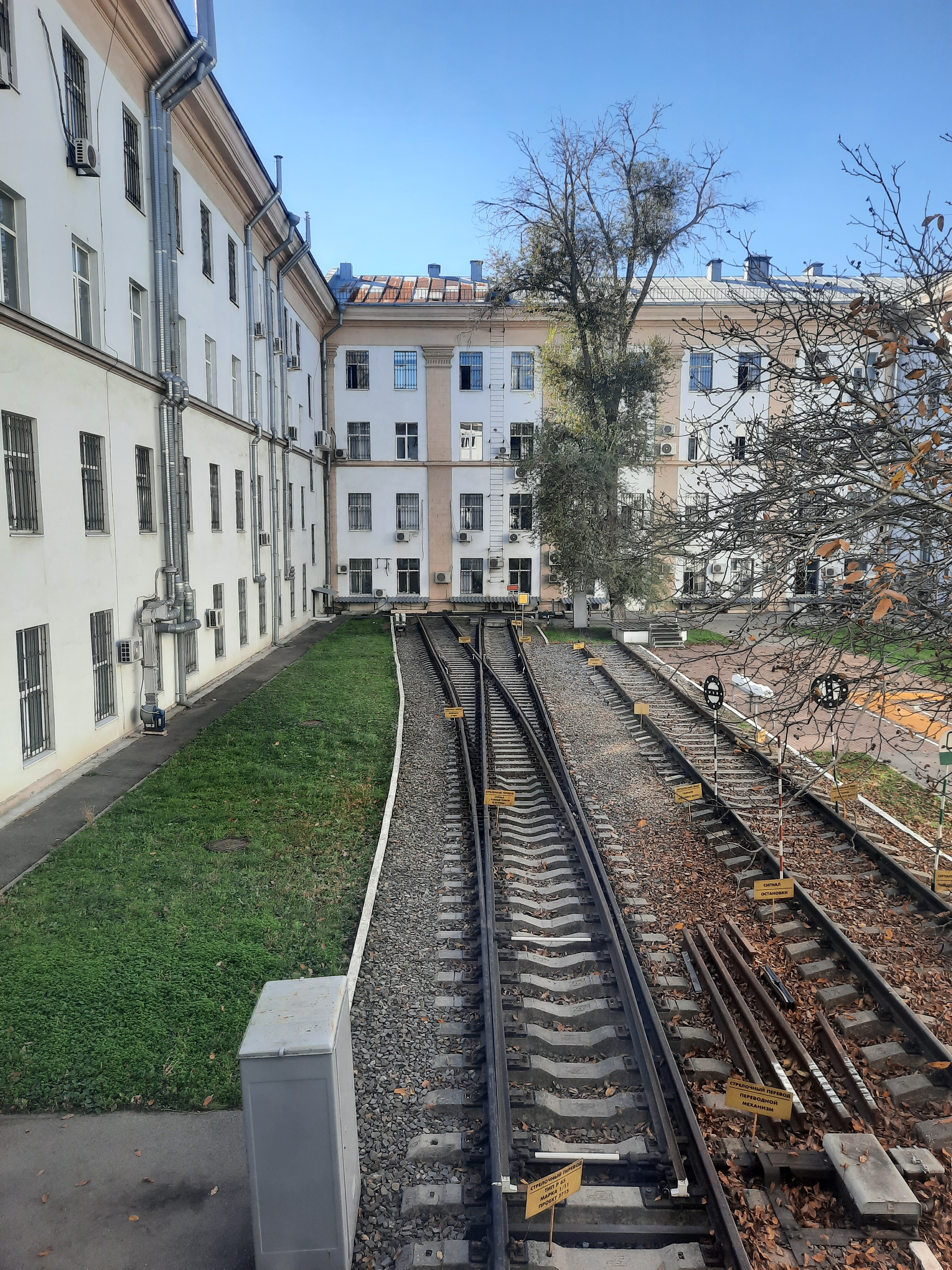
Un tronçon de voie ferrée pour la formation pratique dans la cour du campus RSTU

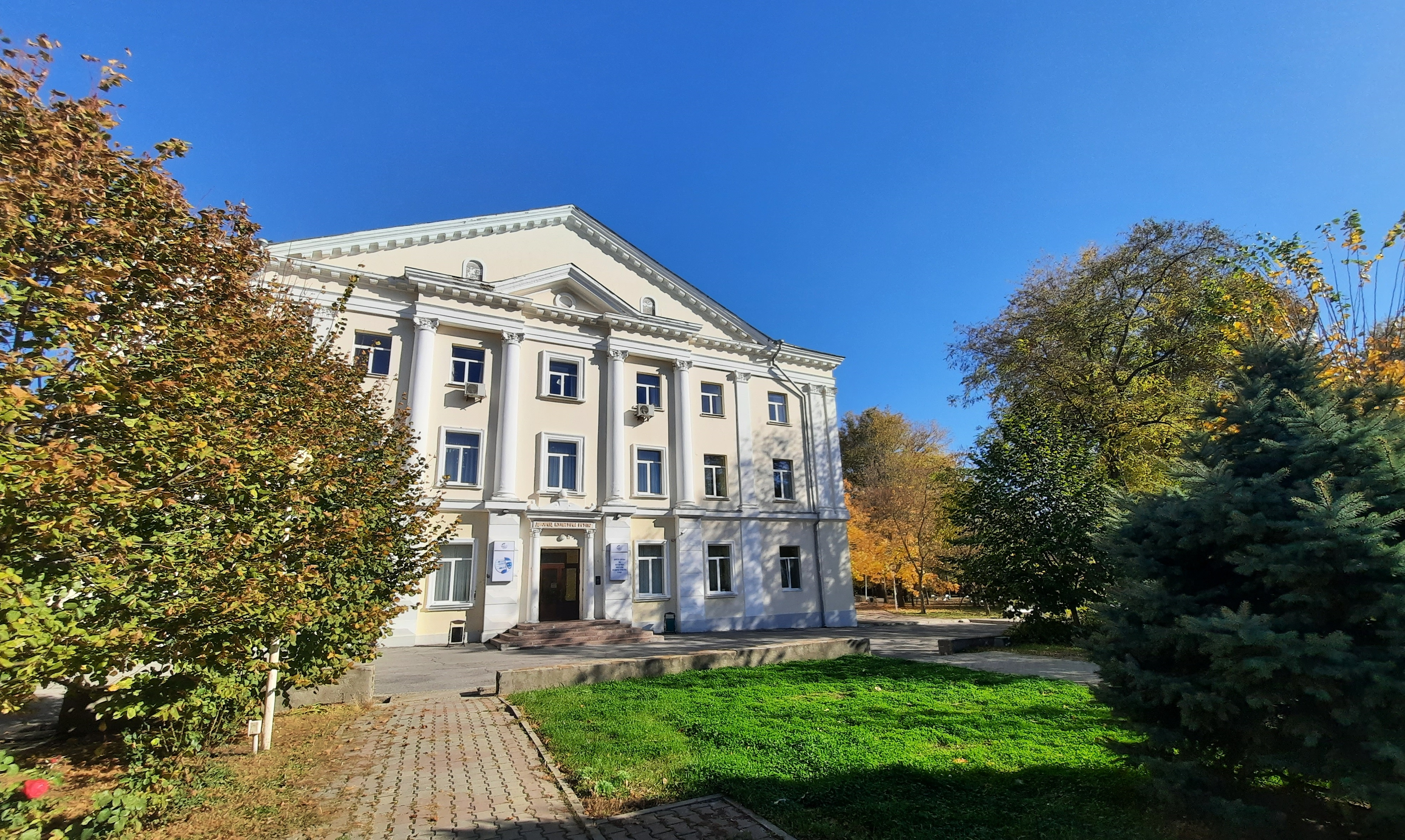
Palais de la Culture, RSTU

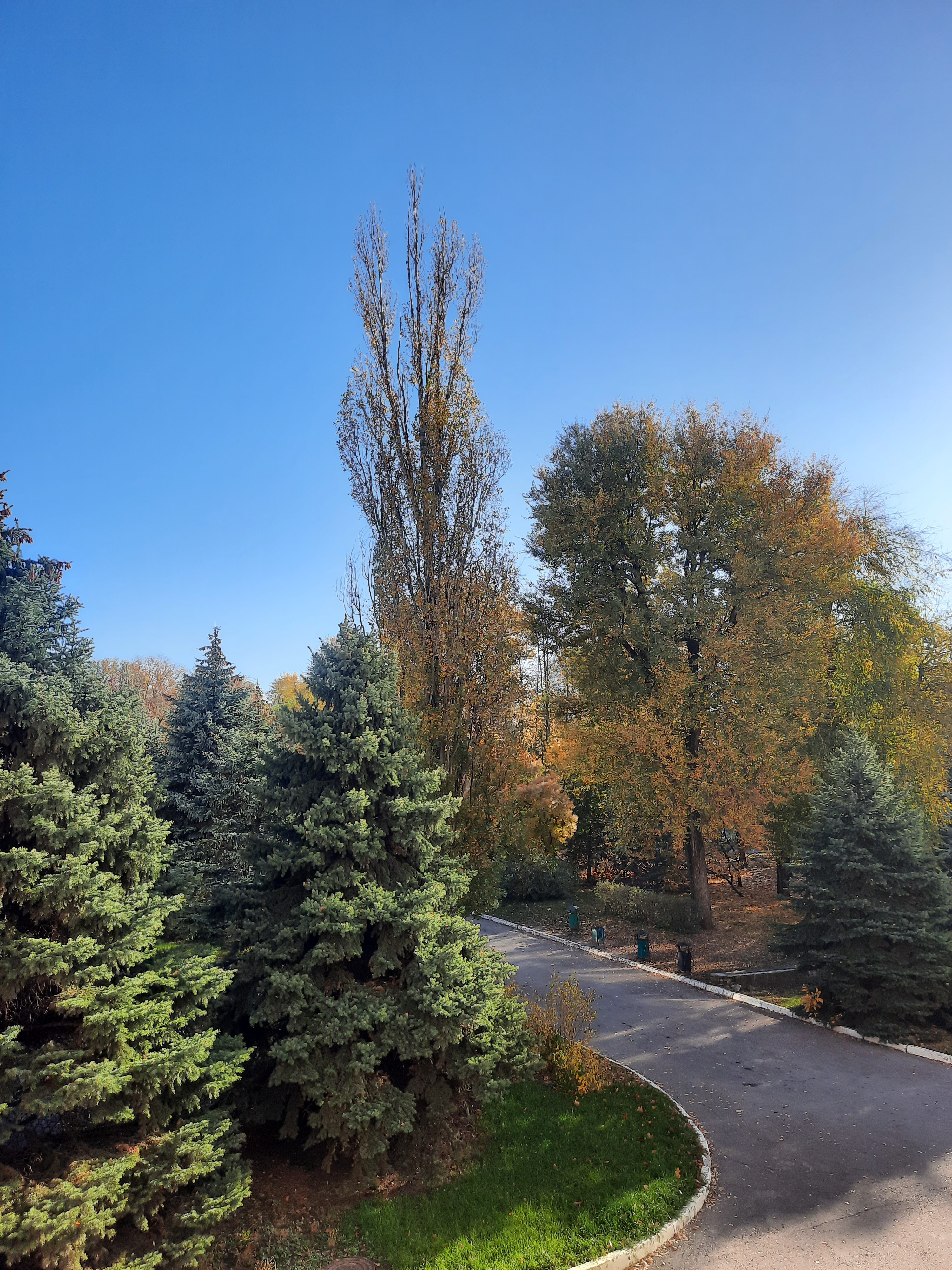
Jardin sur le territoire du RSTU

- La Ville des Étudiants de plus de 20 hectares avec un square-jardin, un tronçon de voie ferrée pour la formation pratique dans la cour, des équipements d'enseignement et de recherche
- Bâtiment administratif
- Palais de la Culture, qui est le centre des activités culturelles et festives de l'université
- Clinique de consultation et de diagnostic
- 4 dortoirs étudiants[5]

## Infrastructures sportives
- Stade sportif universel
- Terrain de mini-football
- Piscine
- Salle de jeux pour jouer au volley-ball et au basket-ball
- Salle pour pratiquer différents types de lutte
- Salle d'haltérophilie
- Salle de ping-pong
- Club d'échecs[6]

## Note
1. ↑  (ru) « История », Site officiel du RSTU (consulté le 31 octobre 2023)
2. ↑  (en) « History », Site officiel du RSTU (consulté le 31 octobre 2023)
3. ↑  (en) « The University Today », Site officiel du RSTU (consulté le 31 octobre 2023)
4. ↑  (en) « Faculties », Site officiel du RSTU (consulté le 31 octobre 2023)
5. ↑  (en) « Infrastructure », Site officiel du RSTU (consulté le 31 octobre 2023)
6. ↑  (ru) « Материально-техническое обеспечение и оснащенность образовательного процесса », Site officiel du RSTU (consulté le 31 octobre 2023)